# Buller Rugby Union
Pour les articles homonymes, voir Buller et BRU.
Dernière mise à jour : décembre 2013.
La Buller Rugby Union (BRU) est une fédération provinciale néo-zélandaise de rugby à XV créée en 1894 basée dans le district de Buller sur la côte Ouest de l'Île du Sud. La fédération, qui regroupe six clubs, fait partie des six fédérations provinciales qui fournissent des joueurs à la franchise de Super 15 des Crusaders.
L'équipe fanion, basée au Victoria square de Westport, dispute le Heartland Championship. Au cours de son histoire, elle a disputé plusieurs rencontres contre des équipes nationales, le plus souvent associée à l'équipe de la fédération voisine de West Coast.

## Histoire
La Buller Rugby Union est créée en 1894 à Westport par les clubs de Westport et Foulwind. Une première fédération chargée de chapeauter le rugby à XV dans la région de West Coast a déjà été fondée 4 ans auparavant à Greymouth mais les contraintes logistiques pour organiser des compétitions de rugby sont trop importantes dans une région s'étendant sur plusieurs centaines de kilomètres. En 1896, la Buller Rugby Union organise avec la fédération de West Coast une compétition à deux baptisée Molloy Cup. Cette compétition est rebaptisée Rundle Cup en 1911 et constitue le deuxième trophée de rugby à XV néo-zélandais le plus ancien après le Ranfurly Shield.
En 1976, l'équipe fanion de la fédération rejoint National Provincial Championship nouvellement créé. Elle participe alternativement aux championnats de seconde et de troisième division de cette compétition sans remporter de titres jusqu'en 2006. En 2006 lors de la restructuration des championnats de province, l'équipe rejoint le Heartland Championship où elle se distingue en remportant la Lochore Cup en 2012.
Buller, le plus souvent associée à West Coast, a disputé des matchs mémorables contre des sélections internationales et notamment une victoire sur l'Australie. L'équipe a notamment affronté les Lions britanniques et irlandais, l'Afrique du Sud, les Tonga, les Fidji, les Samoa ou la Nouvelle-Zélande.

## Statistiques diverses

### Palmarès
Depuis sa création, Buller a remporté uniquement la Lochore Cup en 2012.
Entre 1976 (création du championnat) et 2006 (scission du championnat entre ITM Cup et Heartland Championship), l'équipe n'a jamais remporté le National Provincial Championship, quelle que soit la division.

### Ranfurly Shield
Buller n'a jamais détenu le Ranfurly Shield malgré quelques scores serrés.

### Trophées régionaux

#### Seddon Shield
Le Seddon Shield est une compétition sous forme de défi disputée entre les principales fédérations de rugby à XV de l'Île du Sud de la Nouvelle-Zélande. Buller dispute désormais le titre à Nelson Bays, Marlborough et West Coast. Si Buller a détenu le bouclier à plusieurs occasions, Nelson Bays est l'actuel détenteur.

#### Rundle Cup
La Rundle Cup est disputée chaque année par Buller et West Coast. C'est l'un des plus vieux trophées du rugby néo-zélandais. Grâce à sa victoire 26 à 18, Buller a conservé son titre en 2012.

### All Blacks
8 joueurs de Buller ont été sélectionnés en équipe nationale depuis la création de la fédération.
| No  | Nom               | Années actives |
| --- | ----------------- | -------------- |
| 159 | Samuel Bligh      | 1910           |
| 211 | Robert Black      | 1914           |
| 212 | Thomas Fisher     | 1914           |
| 221 | Charles McLean    | 1920           |
| 258 | Snowy Svenson     | 1922-1926      |
| 289 | Robert Tunnicliff | 1923           |
| 398 | Edward Holder     | 1932-1934      |
| 507 | William Mumm      | 1949           |

Par ailleurs, les joueurs T.A. French et A. Webster ont été sélectionnés avec les Māori de Nouvelle-Zélande.